# Antoine Sérieys
Antoine Sérieys (1755-1819) est un polygraphe français.

## Biographie
Né au Pont-de-Cirou, il est d'abord destiné au barreau. Monté à Paris en 1779, il est protégé par Marmontel et D'Alembert, et voyage en Italie. Lors de la Révolution française, il devient chef du dépôt littéraire des Enfants de la patrie (dit par la suite hospice de la Pitié) centralisant les bibliothèques confisquées, puis il est nommé bibliothécaire et professeur d’histoire et de morale au Prytanée français. En 1804, il devient censeur des études et professeur d’histoire au lycée de Douai, puis, en 1805, à celui de Cahors.
Rentré à Paris, il a vécu dès lors de sa plume.

## Œuvres
Il a fait preuve d'une grande fécondité, n'hésitant pas à mettre son nom sur des anonymes, à utiliser des noms d'emprunt, ou a fabriquer des inédits. On a entre autres :
- L’Amour et Psyché, poème en six chants, 1789, réédité en 1803 et 1804 ;
- Éloge historique de L. François de Paule Lefèvre d’Ormesson de Noiseau, par l’abbé Gaubert, 1789 (où il fait office de nègre) ;
- Les Révolutions de France ou la Liberté, poème national, 1790 ;
- Les Décades républicaines ou histoire de la République française, 1795, 7 vol. ;
- Mémoires d’historiques, politiques et militaires, pour servir à l’histoire secrète de la Révolution française, 1798, 2 vol. ;
- Lettres historiques et critiques écrites d’Italie, 1799, 3 vol. (Sérieys a récupéré ces lettres concernant le voyage d'Italie de Charles de Brosses dans le dépôt littéraire dont il avait la direction) ;
- Anecdotes inédites de la fin du XVIIIe siècle, 1801, réédité en 1805 ;
- La Mort de Robespierre, tragédie en trois actes, 1801, réédité en 1802 ;
- Essai sur la vie et les écrits de Paciaudi, 1802 ;
- Voyage en Italie de Barthélémy, 1802 ;
- Nouveaux mémoires du Maréchal de Bassompierre, recueillis par le président Hénault et imprimés sur les manuscrits de cet académicien, 1802 ;
- Tablettes chronologiques de l’histoire moderne et ancienne, 1803, réédités quatre fois ;
- Élément de l’histoire des Gaules, 1805 ;
- Epitome de l’histoire de France, 1804 ;
- Dictionnaire généalogique, historique et critique de l’Écriture Sainte, où sont réfutées plusieurs fausses assertions de Voltaire et autres philosophes..., 1804 ;
- Epitome de l’histoire des papes, 1805 ;
- Souvenir de M. de Caylus, 2 vol. 1805 ;
- Éléments de l’histoire de Portugal, 1805 (ce serait en fait un écrit de Raynal) ;
- Bibliothèques académiques ou choix fait par une société de gens de lettres de différents mémoires des académies françaises et étrangères, 1810-1811, 12 volumes ;
- L’Ermite de la chaussée du Maine, 1814[1] ;
- Premier Bulletin de l’île d’Elbe, contenant des nouvelles de Napoléon Bonaparte, 1814 ;
- Dictionnaire pour l’intelligence des auteurs classiques grecs et latins, t. 37, 1815, qui achève la série dont Sabbathier était l’auteur ;
- Selecta e recentioribus poetis carmina, 1815 ;
- Vie publique et privée de Joachim Murat, 1816 ;
- Fouché de Nantes, sa vie privée, politique et morale, 1816 ;
- Carnot, sa vie politique et privée, 1816 ;
- Histoire de Marie-Charlotte Louise, reine de Deux-Siciles, 1816 ;
- Le Règne de Louis XVIII, 1816 ;
- Vie de Madame la Dauphine, mère de Louis XVIII, 1817 ;
- Laharpe peint par lui-même, 1817 ;
- Lettres inédites de Madame la Marquise du Châtelet, 1819 ;
- Correspondance inédite de l’abbé Galiani, 1818 (quelques lettres sont fabriquées) ;
- Sermons inédits du P. Bourdaloue, imprimés sur un manuscrit authentique, publiés par feu l’abbé Sicard, 1823 (L'abbé Sicard est ici un prête-nom).